# Podrwinów
Podrwinów [pronunciación en polaco: /pɔdrˈvinuf/] es un pueblo ubicado en el distrito administrativo de Gmina Kiełczygłów, dentro del Distrito de Pajęczno, Voivodato de Łódź, en Polonia central. Se encuentra aproximadamente a 4 kilómetros al oeste de Kiełczygłów, a 11 kilómetros al noroeste de Pajęczno, y a 72 kilómetros al suroeste de la capital regional Łódź.